# Gilbert Ruel
Pour les articles homonymes, voir Ruel.
Gilbert Ruel, né le 11 septembre 1934,, est un coureur cycliste français,.

## Palmarès
- 1954
  - Champion du Vaucluse sur route indépendants
  - Grand Prix de France
  - 10e du Grand Prix des Nations
- 1955
  - 2e de la Ronde d'Aix[3]
- 1956
  -  Champion de France militaires sur route
- 1957
  - Champion d'Île-de-France de poursuite par équipes (avec André Le Dissez, Philippe Gaudrillet et Jean-Claude Lecante)